# Cecilie Thoresen Krog
Ida Cecilie Thoresen Krog, född Thoresen 7 mars 1858 i Eidsvoll, död 13 november 1911 i Kristiania, var en norsk kvinnorättsaktivist. Hon var mor till Helge Krog.
Hon blev 1882 den första kvinnliga studenten i Norge. 